# Thomas Dossevi
Thomas Dossevi   (Chambray-lès-Tours, 6 de març de 1979) és un exfutbolista togolès de la dècada de 2000. És fill del també futbolista Antoine Dossevi.
Fou internacional amb la selecció de futbol de Togo amb la qual participà a la Copa del Món de futbol de 2006.
Pel que fa a clubs, destacà a FC Nantes i Swindon Town.